# Katoendaguil
De katoendaguil (Helicoverpa armigera) is een nachtvlinder die behoort tot de Noctuidae (nachtuiljes). Het is een dagactieve nachtvlinder.

## Kenmerken
De zandkleurige tot paarsachtigbruine voorvleugel is 16 tot 19 mm lang. Op de grijze achtervleugel zit een brede zwarte zoom.
De wit tot gele eitjes zijn ongeveer 5 mm groot. Na 3 tot 5 dagen komen de eitjes uit. De rups vreet 17 tot 35 dagen, waarna verpopping plaatsvindt. Na 17 tot 20 dagen komt de vlinder uit de pop tevoorschijn. Afhankelijk van de omstandigheden kent de pop soms een diapauze in de winter dan wel ook in de zomer.
De 30 tot 40 mm lange rups heeft gele strepen langs het lichaam. Het lichaam kan groen, geel, roze, roodbruin of bijna zwart van kleur zijn. De rups leeft van veel verschillende kruidachtige planten en kan veel schade toebrengen aan katoenplant, maïs, tomaat, artisjok, tabaksplant en anjers. In het begin vreet de rups alleen aan de bladeren, maar later worden ook de zaden aangevreten. De rups heeft vier larvale stadia.

## Voorkomen
De soort komt voor in tropisch Azië, Afrika en Zuid-Europa en wordt buiten dat gebied wel als trekvlinder gezien. De vlinder wordt af en toe in Nederland als adventief waargenomen in de omgeving van vliegvelden en havens, waar rupsen zijn meegekomen op uit Afrika geïmporteerde bloemen en groenten. De vele waarnemingen uit de zomer en het najaar van 2006 duidden op echte vlindertrek.

## Foto's

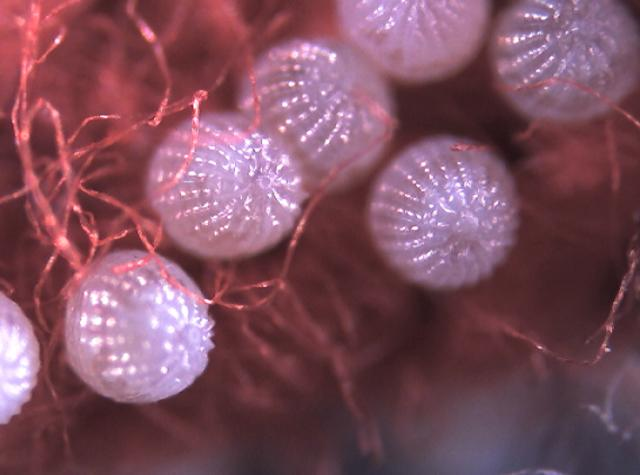
Eitjes
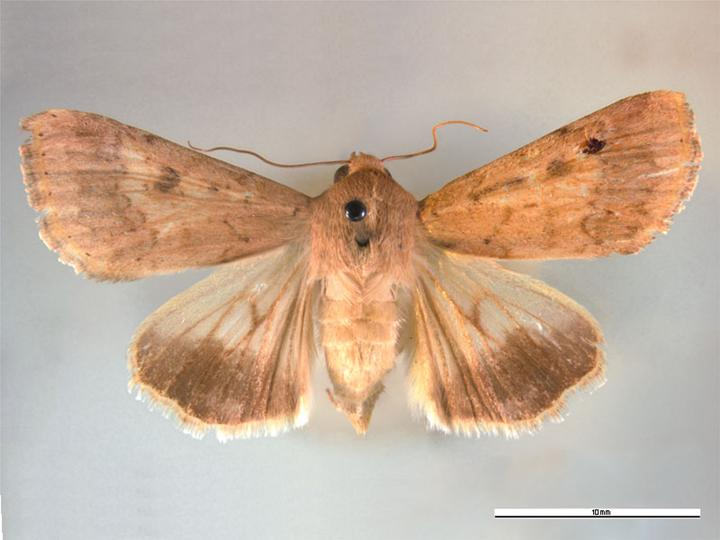
Opgezet exemplaar, bovenzijde
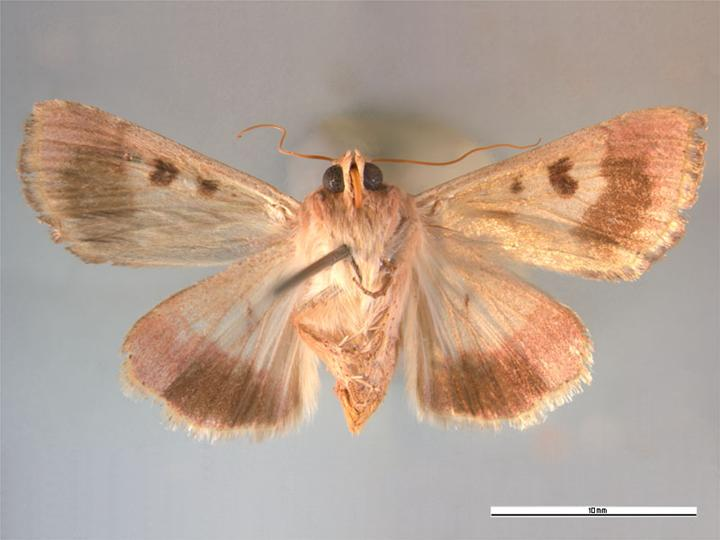
Opgezet exemplaar, onderzijde